# Rea Garvey
Raymond Michael Garvey, művésznevén Rea Garvey (Tralee, 1973. május 3. –) ír énekes, dalszerző és gitáros, aki Németországban él. 1998-ban kezdte pályafutását a Reamonn nevű együttes megalapításával, amelynek 11 évig volt a frontembere, ez idő alatt pedig számos arany- vagy platinalemez státuszig jutó albumuk jelent meg, többek között: Tuesday, Dream No. 7, Beautiful Sky, Wish, Eleven. Garvey később szólókarrierbe is kezdett, melynek folyamán számos ismert zenésszel és DJ-vel működött együtt vokalistaként, olyanokkal mint Paul Van Dyk, a Jam & Spoon duó, ATB, Nelly Furtado, az Apocalyptica, a The BossHoss, Mary J. Blige, vagy éppen Kool Savas német rapper. Első önálló albuma Can't Stand the Silence címmel jelent meg, és szólóénekesként az elektronikus zene irányába mozdult el az anthem rock felől, melyet együttesével képviselt. Első albumát további négy nagylemez követte.

## Diszkográfia

### Szólóénekesként
- Can't Stand the Silence (2011)
- Pride (2014)
- Prisma (2015)
- Neon (2018)
- Hy Brasil (2020)